# Атертон (Калифорния)
Атертон (англ. Atherton) — город в округе Сан-Матео в штате Калифорния в Соединённых Штатах Америки.
Согласно данным переписи населения США 2020 года число жителей города 
составляло 7188 человек, что, для такого небольшого населённого пункта, существенно больше (+ 4.0%), чем было во время предыдущей переписи проводившейся в 2010 году (6914 человек).

## История
Территория, где сейчас построен современный Атертон, изначально была частью Ранчо де лас Пульгас основанного в 1795 году. В 1860-х годах сообщество было известно как Фэр-Оукс (англ. Fair Oaks). В 1923 году было решено переименовать город в честь местного землевладельца Факсона Дина Атертона (1815–1877).
12 сентября 1923 года сообщество было включёно в реестр штата и Атертон официально стал городом.
Нынешние правила зонирования города Атертона разрешают строить только один односемейный дом на акр в новых районах, хотя существуют участки меньшего размера из предыдущих законов о зонировании в сообществе.
Атертон известен своей высокой концентрацией богатых людей; в 1990 и 2019 годах Атертон был признан городом с самым высоким доходом на душу населения среди населённых пунктов США с населением от 2500 до 9999 человек и регулярно оценивается как город с самой высокой стоимостью жизни в Соединенных Штатах. В 2023 году в Атертоне была зафиксирована самая высокая средняя цена на жилье в Соединенных Штатах — 7 950 000 долларов США.
В городе нет коммерческого зонирования, поэтому нет ресторанов, универсамов и универмагов. Хотя городские кодексы определяют правила содержания тротуаров, на многих улицах они отсутствуют.

## География
Согласно данным представленным Бюро переписи населения США, общая площадь города составляет 5 квадратных миль (13 км2), из которых 5,0 квадратных миль (13 км2) — это суша и 0,03 квадратных мили (0,078 км2), что составляет 0,63%, приходится на водную поверхность.
Атертон находится в двух милях (3,2 км) к юго-востоку от Редвуд-Сити и в 18 милях (29 км) к северо-западу от Сан-Хосе. Город считается частью столичной области залива Сан-Франциско.